# Pavetta tenuissima
Espèce
Pavetta tenuissima S.D. Manning est une espèce de plantes à fleurs de la famille des Rubiaceae et du genre Pavetta, selon la classification phylogénétique. C'est un arbuste trouvé en Afrique.

## Distribution
Elle est endémique du Cameroun et de la Guinée équatoriale.
Au Cameroun elle a été récoltée dans la réserve forestière de Sud-Bakundu dans la région du Sud-Ouest, également près d'Éséka, à Ma'an et Ambam, dans la région du Sud.